# Estoy por él
«Estoy por él» es un sencillo del grupo de pop mexicano Jeans (hoy JNS), fue publicado en el mes de julio de 1998 en la radio nacional y esta canción forma parte del segundo álbum de estudio ¿Por que disimular?.

## Otros usos y versiones
- El tema fue vuelto a grabar por el grupo en su álbum recopilatorio en vivo, Dejavu en 2015, usando una nueva mezcla en la música, esto en voz de Angie, Regina, Karla y Melissa actules integrantes del grupo (ahora denominado JNS) a dueto con Litzy, integrante e intérprete original del grupo y tema.

- Esta canción junto a Pepe, Me pongo mis jeans y Enferma de amor, formaron parte del musical mexicano Verdad o reto, estrenado en el 2016, basado en canciones populares de los años 90 en México.[5]
- Esta canción también forma parte del álbum recopilatorio de grandes éxitos Lo mejor de Jeans, lanzado a principios del año 2000.[6]
- También formó parte de los 90's Pop Tour junto con otros éxitos más de la cantante y de otros artistas y grupos musicales que marcaron esta década.[7]

## Lista de canciones

### Descarga digital[8]
| Estoy por él — Single |                |          |  |
| N.º                   | Título         | Duración |  |
| 1.                    | «Estoy por él» | 4:22     |  |

## Posicionamiento en listas
| Lista (1998)   | Posición |
| -------------- | -------- |
| México Top 100 | 90       |